# Antonello da Serravalle

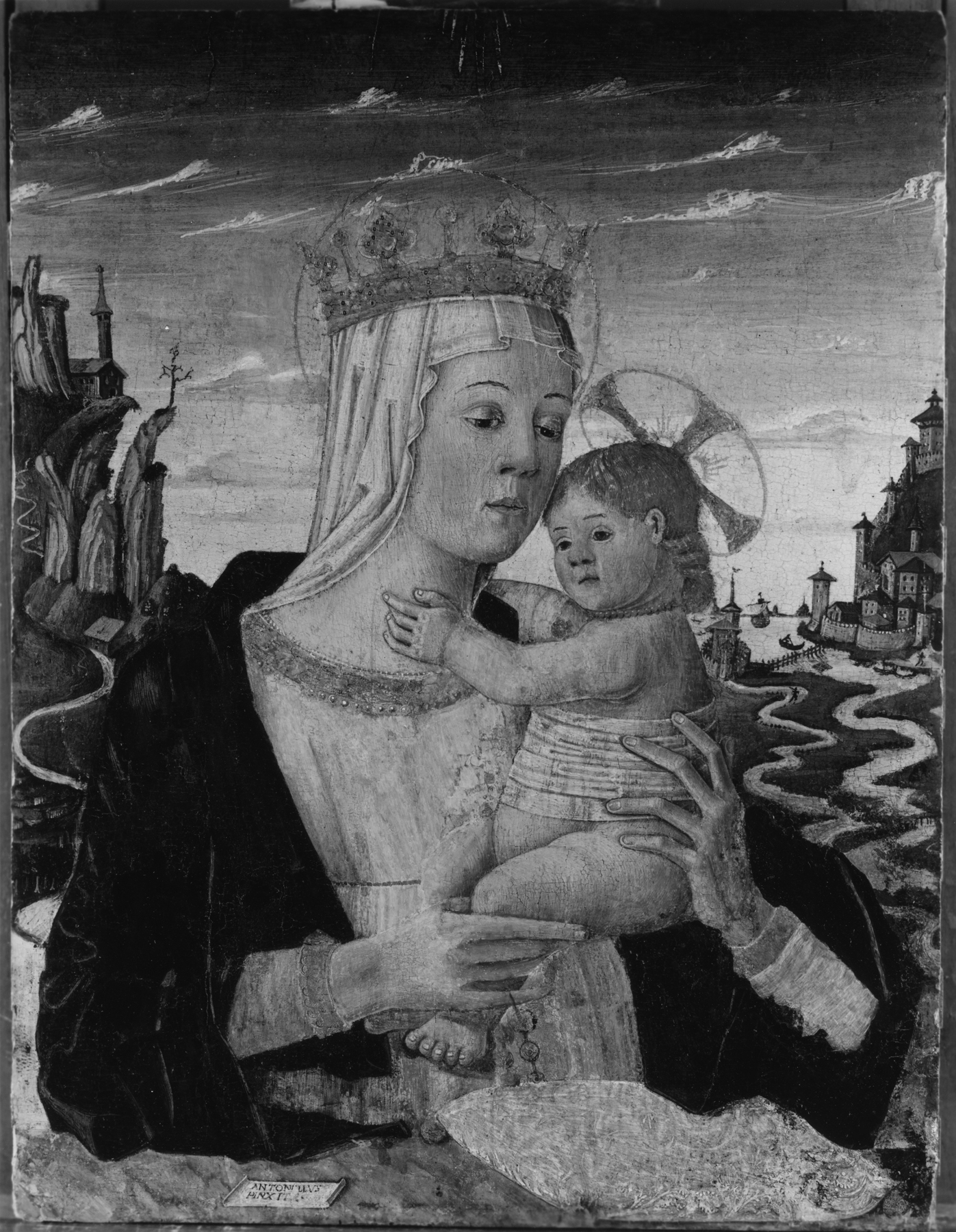
Maria mit dem Kinde, Walters Art Museum

Antonello da Serravalle (nachweisbar 1485) war ein italienischer Maler und Freskant.
Antonello da Serravalle war ein nachweisbar in Veneto tätiger Maler, der durch ein 1485 signiertes Fresko in der Pfarrkirche San Andrea di Bigonzo in Vittorio Veneto (ehemals Serravalle) bekannt ist. Dies zeigt eine „Maria mit dem Kinde, zwei Heiligen und Gottvater, der eine Krone hält“ und trägt die Inschrift: „Hoc opus fecit fieri dominus presbiter Benedictus de Comittibus Cenam Canonicus feltrensis et plaebanus Serravallis, anno domini MIIIILXXXV. Die quinto mensis novembris. Antonellus pinxit.“ Ein zweites, in derselben Kirche befindliches Fresko wird ihm aus stilistischen Gründen ebenfalls zugeschrieben. Eine weitere Tafel der gleichen Hand, die sich heute in Baltimore befindet, ist ebenfalls mit „Antonellus pinxit“ bezeichnet. Von diesen Werken ausgehend, konnte das Œuvre des Meisters um weitere Werke erweitert werden. Diese zeigen das Bild eines eher mittelmäßigen, provinziellen Malers, der verschiedene Einflüsse der Schulen von Venedig, Padua und Verona miteinander verbindet. Man erkennt in seinen Werken eine stilistische Nähe zu Andrea Bellunello und Francesco Benaglio. Die größte Nähe weist er jedoch zu dem in Sacile tätigen bergameskischen Maler Antonio Zago auf. Aufgrund dieser Nähe wurde versucht, Antonello mit diesem in direkter Beziehung zu setzen. Stilistische Vergleiche der Werke von Antonello und Antonio Zago scheinen zu belegen, dass es sich um ein und dieselbe Person handelt. Für diese These fehlt aber bisher der letzte Beweis.

## Werke
- Baltimore, Walters Art Museum
  - Maria mit dem Kinde.
- Cappella Maggiore, Oratorio di Mattarello
  - Die heilige Dreifaltigkeit mit dem heiligen Hieronymus. (Fresko)
- Vittorio Veneto, San Andrea di Bigonzo
  - Maria mit dem Kinde, zwei Heiligen und Gottvater, der eine Krone hält. (Fresko)
  - Maria mit dem Kinde und den Heiligen Rochus, Johannes der Täufer, Andreas und Bernard von Siena. (Fresko)
- Vittorio Veneto, Palazzo Cesana
  - Maria mit dem Kinde. (Fresko)